# 1105 Фраґарія
1105 Фраґа́рія (1105 Fragaria) — астероїд головного поясу, відкритий 1 січня 1929 року. Названий на честь роду Суниця.
Тіссеранів параметр щодо Юпітера — 3,213.